# Paix de Nuremberg
Ne doit pas être confondu avec Traité de Nuremberg.
Par la paix de Nuremberg du 23 juillet 1532, les protestants du Saint Empire coalisés dans la ligue de Smalkalde obtiennent le droit de pratiquer leur culte. Charles Quint leur accorde de ne pas appliquer les décisions d’Augsbourg en échange de subsides pour la guerre contre les Turcs.